# ناحیه اسپرینگ پوینت، شهرستان کومبرلند، ایلینوی
ناحیه اسپرینگ پوینت (به انگلیسی: Spring Point Township) یک منطقهٔ مسکونی در ایالات متحده آمریکا است که در شهرستان کومبرلند واقع شده‌است. ناحیه اسپرینگ پوینت ۱۹۲ متر بالاتر از سطح دریا واقع شده‌است.